# Bitva u Zutphenu
Bitva u Zutphenu byla svedena 22. září 1586 nedaleko vesnice Warnsveld a města Zutphen v Nizozemsku během osmdesátileté války. Proti silám Spojených provincií Nizozemska, kterým pomáhali Angličané, stáli Španělé. V roce 1585 podepsala Anglie Smlouvu z Nonsuchu s generálními stavy Nizozemska a formálně vstoupila do války proti Španělsku. Robert Dudley, hrabě z Leicesteru, byl jmenován generálním guvernérem Nizozemska a byl tam vyslán jako velitel anglické armády na podporu nizozemských povstalců. Když Alessandro Farnese a velitel španělské armády Flander, obléhal město Rheinberg během kolínské války, Leicester zase oblehl město Zutphen v provincii Gelderland na východním břehu řeky IJssel.
Zutphen byl pro Farneseho strategicky důležitý, protože umožnil jeho vojákům vybírat válečné daně v bohaté oblasti Veluwe. Proto nechal několik jednotek blokovat Rheinberg a vydal se s svou armádou na pochod, aby ulevil Zutphenu. Zpočátku zásoboval Zutphen sám, ale jak anglo-nizozemské obléhání pokračovalo, sestavil velký konvoj, jehož dovedení do města svěřil Alfonsu Félixovi de Ávalos Aquino y Gonzaga, markýzi del Guasto. Leicester se o tom dozvěděl, když byl zadržen kurýr, kterého Farnese vyslal k Franciscu Verdugovi, muži, který velel Zutphenu. Angličané a Nizozemci připravili léčku, do které se zapojilo mnoho anglických rytířů a šlechticů. Nakonec se však Španělům po tvrdé bitvě podařilo dopravit konvoj bezpečně do Zutphenu. Španělská jízda, složená hlavně z Italů a Albánců, byla poražena anglickou jízdou vedenou hrabětem z Essexu. Španělská pěchota však neustoupila a dopravila konvoj do Zutphenu. Odtud, posíleni Verdugovými silami, donutili Španělé Angličany k ústupu.
Zutphen tak byl zajištěn pro Španěly, i když v následujících týdnech se Angličanům podařilo dobýt důležitou španělskou pevnost Zutphen na břehu řeky IJssel naproti městu. Většina anglických výdobytků byla ztracena, když o několik měsíců později angličtí guvernéři Deventeru a pevnosti Zutphen přeběhli do španělských řad a předali své pozice Farnesemu.